# Estação Beaubien
A Estação Beaubien é uma das estações do Metrô de Montreal, situada em Montreal, entre a Estação Rosemont e a Estação Jean-Talon. Faz parte da Linha Laranja.
Foi inaugurada em 14 de outubro de 1966. Localiza-se na Avenida de Châteaubriand. Atende o distrito de Rosemont–La Petite-Patrie.